# Co-Za Airways
Co-Za Airways is een Congolese luchtvaartmaatschappij met thuisbasis in Kinshasa. Co-Za Airways werd opgericht in 2004 door vicepremier Jean-Pierre Bemba, wiens vader Bemba Saolona de maatschappij Scibe oprichtte.

## Vloot
De vloot van Co-Za Airways bestond in april 2007 uit:
- 1 Boeing B-727-100
- 1 Antonov AN-26(A)